# Arycanda atrocoerulea
Arycanda atrocoerulea är en fjärilsart som beskrevs av Feld 1874. Arycanda atrocoerulea ingår i släktet Arycanda och familjen mätare. Inga underarter finns listade i Catalogue of Life.